# Point Melhuish
Point Melhuish är en bergstopp i Kenya. Den ligger i den centrala delen av landet, 140 km norr om huvudstaden Nairobi. Toppen på Point Melhuish är 4 605 meter över havet.
Terrängen runt Point Melhuish är bergig åt sydväst, men åt nordost är den kuperad.  Trakten runt Point Melhuish är nära nog obefolkad, med mindre än två invånare per kvadratkilometer. Det finns inga samhällen i närheten. Trakten runt Point Melhuish består i huvudsak av gräsmarker.